# Brahetrolleborg Kirke
Brahetrolleborg Kirke er bygget som den nordlige længe på Brahetrolleborg Slot ca. 10 km NØ for Faaborg (Region Syddanmark).

## Eksterne kilder og henvisninger
- Brahetrolleborg Kirke på danmarkskirker.natmus.dk (Danmarks Kirker, Nationalmuseet)
- Brahetrolleborg Kirke på KortTilKirken.dk
- Brahetrolleborg Kirke Arkiveret 31. januar 2011 hos  Wayback Machine på nordenskirker.dk

- Wikimedia Commons har flere filer relateret til Brahetrolleborg Kirke